# Жан Белльгамб
Жан Белльгамб (варіанти написання: Jehan Bellegambe або Jean Bellegambe або Belgamb чи Belganb; бл. 1470 року — бл. червня 1535 — березня 1536 року) — франкомовний фламандський художник, який писав релігійні картини, триптихи та поліптихи. До ідентифікації він був відомий як «майстер кольорів» через особливу прозорість та гру кольорів на його картинах. Його часто називають Жаном Белльгамбом Старшим для того, щоб відрізнити від його нащадків, що теж були Жанами. Найбільш відомі з його картин сьогодні зберігаються в Дуе, Аррасі, Ексі, Ліллі, Санкт-Петербурзі та Чикаго.

## Життєпис
Белльгамб народився та помер в Дуе, що тоді було частиною Фландрії (сьогодні частина Французької Фландрії). Через це різні джерела його відносять то до французьких, то до голландських художників.
Він був сином від першого шлюбу Жоржа Белльгамба, музиканта та виробника кабінетів (майстра по дереву) Про художнє навчання Жана Беллькомба нічого не відомо. Перша згадка про нього — в документі 1504 року, який вже називає його художником-майстром. В 1528 році він володів будинком на розі рю де ла Клорі та рю де Пале в Дуе.

## Твори
Белльгамб підписував свої роботи ребусом.
- Триптих «Оплакування Христа» (бл. 1500), темпера та олія по дереву, замовлений Грегуаром де Москроном та його дружиною Жоссін, придбаний в 1863 році Національним музеєм (Варшава) з колекції Йоганна Петера Вейєра.
- Триптих-ретабло Ле Сельє (1508); зображує цистерціанське абатство у Флін-ле-Раш, центральну, вівтарну частину та трансепт.
- Ретабло «Святого Адріана Нікомедійського» (1515), олія по дубовій дошці, ліва панель 75 х33,5 см, придбана в 1856 році Лувром. Святий зображений у повороті три чверті, стоячи у латах та з мечем над містом.
- Триптих таємного омивання (1525), олія по дереву, намальований для Шарля Кугіна, висота 81 см, підписаний гербом абатства Анчін, придбаний в 1882 році Палацом витончених мистецтв (Лілль), реставрований в 1921 та 1966 рр.
- Анчінський поліптих, 9 панелей, написаний для абатства Анчін. Після п'ятирічної реставрації французькими музеями в Версалі, 6 березня 2007 року було знову виставлено в музеї де ла Шартрез.[6]
- Триптих «Непорочне зачаття Діви Марії» (1525), замовлений Жаном Потьє (мером Дуе з 1516 року) для його дуже хворої дочки Маргерити. Вона бажала були похованою у каплиці валлонських реколетів (фрранцисканців) Дуе, а її посаг щоб був використаний на оплату ретабло, присвяченого Непорочному зачаттю.
- «Свята Катерина» та «Свята Варвара» (обидві 1520), Художній інститут Чикаго, які були придбані ним в 1983 як частина колекції Джорджа Е.Хардінга.

## Галерея

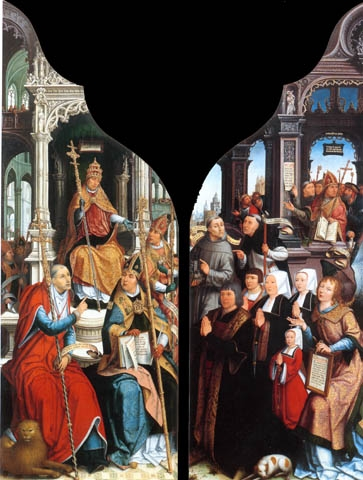
Триптих «Непорочне зачаття Діви Марії»
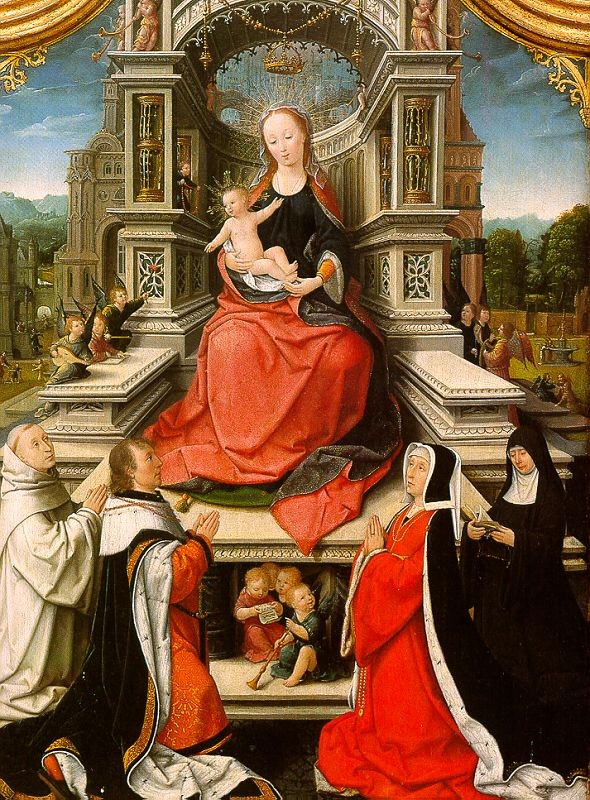
Триптих Ле Сельє